# Улица Набережная Казанки (Казань)
Улица Набережная Казанки (Набережная реки Казанки, тат. Казансу яр буе урамы) — небольшая улица в Вахитовском районе Казани.

## География
Улица находится внутри так называемого «посёлка Нефтяников» и пересекается только с улицей Касаткина; до середины 2000-х годов пересекалась также с улицей Зои Космодемьянской.

## История
Возникла на территории исторического района Нижнефёдоровская слобода, возникшего не позднее XVIII века, отсюда и её первое известное название – Односторонка Нижне-Фёдоровской; «односторонкой» же улица называлась потому, что была застроена с одной стороны. До революции 1917 года административно относилась к 1-й полицейской части; После введения районного деления в Казани относилась к Бауманскому району., Бауманскому и Вахитовскому районам, а с 1995 года — к Вахитовскому району.
Протоколом комиссии Казгорсовета от 2 ноября 1927 года без номера улице было присвоено современное название.
В середине 1950-х годов в связи с заполнением Куйбышевского водохранилища для защиты низменной части города от подтопления была сооружена Федосеевская дамба; она же стала выполнять функции набережной.
В 2000-х годах вся преимущественно деревянная застройка улицы была снесена; её трасса немного изменена, а сама она оказалась огорожена высоким забором так называемого «посёлка Нефтяников».

## Примечательные объекты
- у дома №1 — вертолётная площадка КМ РТ.[12]
- №91 — дом Гизятуллина (снесён).[13]